# 阿爾斯蘭·阿里
阿爾斯蘭·阿里（？—1627年），卡西姆汗國可汗，1614-1624年在位。其妻為法蒂瑪蘇丹，其子為賽義德·布爾漢。
他是西伯利亞汗國末代大汗库楚汗的孫子，在混亂時代他支持米哈伊尔·费奥多罗维奇·罗曼诺夫反對各偽沙皇，他後來成為可汗但權力很小，只有卡西莫夫韃靼人服從他。